# Fuente del Arco
Fuente del Arco – gmina w Hiszpanii, w prowincji Badajoz, w Estramadurze, o powierzchni 115,36 km². W 2011 roku gmina liczyła 745 mieszkańców.